# Byrsonima moensis
Byrsonima moensis är en tvåhjärtbladig växtart som beskrevs av Acuna och Roig. Byrsonima moensis ingår i släktet Byrsonima och familjen Malpighiaceae. Inga underarter finns listade i Catalogue of Life.